# Tom Raworth
Thomas Moore "Tom" Raworth, född 19 juli 1938, död 8 februari 2017, var en engelsk-irländsk poet, förläggare, redaktör och lärare. 

## Verksamhet
Tom Raworth debuterade 1966 med diktsamlingen The Relation Ship. Han gav ut över 40 böcker med poesi och prosa under sitt liv. Han är översatt till många språk. Raworth spelade en nyckelroll inom den så kallade British Poetry Revival. På svenska presenterades och tolkades han första gången i början av 1970-talet av Gunnar Harding i ett "Englandsnummer" av tidskriften Lyrikvännen. Året efter utgavs ett dikturval på Stefan Daagarssons svenska motsvarighet till internationella undergroundförlag, det lilla stencilförlaget Inferi.

## Verk (urval)
- The Relation Ship (Goliard Press, 1966)
- The Big Green Day (Trigram Press, 1968)
- Lion Lion (Trigram Press, 1970)
- Moving (Cape Goliard, 1971)
- Act (Trigram Press, 1973)
- Writing (The Figures, 1982)
- Visible Shivers (O Books, 1987)
- Tottering State, Selected Poems 1963-1987 (Paladin, 1988)
- Eternal Sections (Sun and Moon, 1993)
- Clean & Well-Lit (Roof Books, 1996)
- Collected Poems (Carcanet, 2003)
- Poems (Optic Nerve, 2004)
- Caller (Edge Books, 2006)
- Let Baby Fall (Critical Documents, 2008)

### Samlingsverk
- Children of Albion: Poetry of the underground in Britain (Penguin books, 1969)
- Penguin modern poets. 19, tillsammans med John Ashbery och Lee Harwood (Penguin books, 1971)

### På svenska
- [Sju dikter]: Vem är denne Hannibals ättling som för sina elefanter mot tanksen?, Varm dag vid kapplöpningsbanan, Claudette Colbert av Billy Wilder, Georgia on my mind, Kartan bak och fram, Agenten avslöjad, Plazan och de brinnande apelsinträden (Lyrikvännen 5/1971)
- Åååh vilken poesi i Miss Parrots fötter när hon visar hur man dansar tango, dikter i urval och övers. av Gunnar Harding (Bollnäs: Inferi, 1972)
- Den stora gröna dagen, dikter i urval och övers. av Gunnar Harding (Pamphilus/Ars Interpres Publications, 2020).